# Natalija Obrenović
Natalija Obrenović (in serbo  Наталија Обреновић?; Natalia Cheșco (Keșco, Keschko); Firenze, 15 maggio 1859 – Saint-Denis, 8 maggio 1941) fu la principessa consorte di Serbia dal 1875 al 1882 e poi regina consorte di Serbia dal 1882 al 1889. Fu la moglie di re Milan Obrenović IV.

## Biografia

### Infanzia
Nacque nel 1859 a Firenze come primogenita del colonnello russo Pëtr Ivanovič Keško (nato Petre Keşco, figlio di Ioniţă Keşco, un maresciallo della nobiltà della Bessarabia) (1830-1865), e della Principessa Pulcheria Sturdza della Moldavia (1831-1874). Durante la sua infanzia, un indovino predisse che un giorno avrebbe indossato una corona e che l'avrebbe persa, una previsione che diventò realtà. 
Ebbe due sorelle e un fratello:
- Maria (Mary) (1861-1935), che sposò il 13 aprile 1886 il principe Grigore Ghica-Brigadier (1847-1913).
- Ecaterina (Catherine), che sposò il 5 febbraio 1883 il loro parente il Principe Eugen Ghica-Comăneşti (1840-1912).
- Ioniţă (John), unico fratello; fu il quarto e ultimogenito.

### Matrimonio
Natalija sposò il principe Milan Obrenović IV di Serbia il 17 ottobre 1875 ed ebbe da lui due figli maschi, il futuro re Alessandro, nato nel 1876, il cui padrino fu lo zar Alessandro II di Russia, e suo fratello minore Sergio (Sergej), che morì pochi giorni dopo la sua nascita nel 1878.

### Regina di Serbia e morte
Quando il principe Milan proclamò il Regno di Serbia nel 1882, dopo aver ottenuto il riconoscimento internazionale, la principessa Natalija assunse il titolo e il rango di una Regina.
Natalija morì a Saint-Denis l'8 maggio 1941.

## Ascendenza
|                                                          |                              |                                                     | Genitori                                    |  |  | Nonni |  |  | Bisnonni     |  |  | Trisnonni   |  |
|                                                          |                              |                                                     |                                             |  |  |       |  |  | Ioniţă Keşco |  |  | Petre Keşco |  |
|                                                          |                              |                                                     |                                             |  |  |       |  |  | Ioniţă Keşco |  |  | Petre Keşco |  |
|                                                          |                              | Balaşa Vârnav                                       |                                             |  |  |       |  |  | Ioniţă Keşco |  |  |             |  |
| Ioniţă Keşco, maresciallo della nobiltà della Bessarabia |                              |                                                     |                                             |  |  |       |  |  | Ioniţă Keşco |  |  |             |  |
|                                                          |                              | Tarsiţa Costache                                    | Manolache Costache, governatore di Moldavia |  |  |       |  |  |              |  |  |             |  |
|                                                          |                              | Tarsiţa Costache                                    | Manolache Costache, governatore di Moldavia |  |  |       |  |  |              |  |  |             |  |
|                                                          |                              | Tarsiţa Costache                                    | Maria Pallady                               |  |  |       |  |  |              |  |  |             |  |
| Colonnello Piotrj Ivanovich Keşco                        |                              | Tarsiţa Costache                                    |                                             |  |  |       |  |  |              |  |  |             |  |
|                                                          |                              | Boiardo Gheorghe Balş, grande tesoriere di Moldavia | Boiardo Costache Balş                       |  |  |       |  |  |              |  |  |             |  |
|                                                          |                              | Boiardo Gheorghe Balş, grande tesoriere di Moldavia | Boiardo Costache Balş                       |  |  |       |  |  |              |  |  |             |  |
|                                                          |                              | Boiardo Gheorghe Balş, grande tesoriere di Moldavia | Aniţa Caţargi                               |  |  |       |  |  |              |  |  |             |  |
| Natalija Balş                                            |                              | Boiardo Gheorghe Balş, grande tesoriere di Moldavia |                                             |  |  |       |  |  |              |  |  |             |  |
|                                                          |                              | Principessa Ruxandra Sturdza                        | Principe Grigore Sturdza                    |  |  |       |  |  |              |  |  |             |  |
|                                                          |                              | Principessa Ruxandra Sturdza                        | Principe Grigore Sturdza                    |  |  |       |  |  |              |  |  |             |  |
|                                                          |                              | Principessa Ruxandra Sturdza                        | Principessa Mărioara Callimachi             |  |  |       |  |  |              |  |  |             |  |
| Regina Natalija di Serbia                                |                              | Principessa Ruxandra Sturdza                        |                                             |  |  |       |  |  |              |  |  |             |  |
|                                                          | Principe Ioniţă Sturdza Vodă | Principe Alexandru Sturdza                          |                                             |  |  |       |  |  |              |  |  |             |  |
|                                                          | Principe Ioniţă Sturdza Vodă | Principe Alexandru Sturdza                          |                                             |  |  |       |  |  |              |  |  |             |  |
|                                                          | Principe Ioniţă Sturdza Vodă | Maria Bogdan                                        |                                             |  |  |       |  |  |              |  |  |             |  |
| Principe Nicolae Sturdza                                 | Principe Ioniţă Sturdza Vodă |                                                     |                                             |  |  |       |  |  |              |  |  |             |  |
|                                                          |                              | Principessa Ecaterina Rosetti-Roznovanu             | Principe Nicolae Rosetti-Roznovanu          |  |  |       |  |  |              |  |  |             |  |
|                                                          |                              | Principessa Ecaterina Rosetti-Roznovanu             | Principe Nicolae Rosetti-Roznovanu          |  |  |       |  |  |              |  |  |             |  |
|                                                          |                              | Principessa Ecaterina Rosetti-Roznovanu             | Smaranda Hrisoscoleo                        |  |  |       |  |  |              |  |  |             |  |
| Principessa Pulcheria Sturdza                            |                              | Principessa Ecaterina Rosetti-Roznovanu             |                                             |  |  |       |  |  |              |  |  |             |  |
|                                                          |                              | Principe Dimitrie Ghica-Comănesţi                   | Principe Costache Ghica-Comănesţi           |  |  |       |  |  |              |  |  |             |  |
|                                                          |                              | Principe Dimitrie Ghica-Comănesţi                   | Principe Costache Ghica-Comănesţi           |  |  |       |  |  |              |  |  |             |  |
|                                                          |                              | Principe Dimitrie Ghica-Comănesţi                   | Maria Cantacuzino-Deleanu                   |  |  |       |  |  |              |  |  |             |  |
| Principessa Maria Ghica-Comănesţi                        |                              | Principe Dimitrie Ghica-Comănesţi                   |                                             |  |  |       |  |  |              |  |  |             |  |
|                                                          |                              | Zoe Rosetti-Răducanu                                | Răducanu Rosetti                            |  |  |       |  |  |              |  |  |             |  |
|                                                          |                              | Zoe Rosetti-Răducanu                                | Răducanu Rosetti                            |  |  |       |  |  |              |  |  |             |  |
|                                                          |                              | Zoe Rosetti-Răducanu                                | Ileana Balş                                 |  |  |       |  |  |              |  |  |             |  |
|                                                          |                              | Zoe Rosetti-Răducanu                                |                                             |  |  |       |  |  |              |  |  |             |  |